# План Азербайджана по реинтеграции карабахских армян
План по реинтеграции карабахских армян (азерб. Qarabağ erməniləri üçün reinteqrasiya planı, арм. Ադրբեջանի կողմից Ղարաբաղի հայերի վերաինտեգրման ծրագիրը) был разработан правительством Азербайджана и представлен 21 сентября 2023 года, после завершения боевых действий и во время переговоров в Евлахе. План был обнародован 2 октября 2023 года. Согласно плану, жителям Нагорного Карабаха гарантируется право на сохранение и развитие своей культуры, свободу вероисповедания, охрану культурных и религиозных памятников, а также создаётся возможность использования армянского языка. Управление в Нагорном Карабахе, согласно плану, должны будут осуществлять специальные представительства президента Азербайджана, к работе которых могут быть привлечены и армяне.. 
Однако, как отмечает международная правозащитная организация Human Rights Watch заверения азербайджанских официальных лиц «трудно принять за чистую монету после месяцев тяжёлых лишений, десятилетий конфликта,  безнаказанности за предполагаемых преступлений, особенно во время  боевых действий, а также из-за ещё больше ухудшившейся ситуации с правами человека в Азербайджане». По словам Human Rights Watch, план Азербайджана по реинтеграции региона и его жителей должен определять, как в краткосрочной и долгосрочной перспективе будут соблюдаться права человека, в частности права этнических меньшинств. Также, как отмечает организация, Азербайджану следует приветствовать независимую миссию для постоянного международного мониторинга выполнения этих обязательств.

## Предыстория

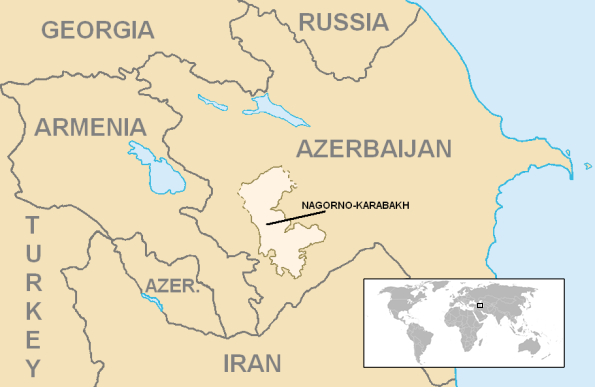
Нагорный Карабах

Конфликт вокруг Нагорного Карабаха — международно признанной территории Азербайджана, большинство населения которой составляют армяне, — имеет давние корни. Этническое насилие, проявившееся в регионе в конце 1980-х годов, привело к самопровозглашению Нагорно-Карабахской Республики (НКР), а после распада СССР переросло в полномасштабную войну, завершившуюся в 1994 году подписанием соглашения о прекращении огня. С тех пор регион полностью находился под контролем НКР, которую поддерживала Армения, причём вооружённые силы НКР контролировали не только заявленную при провозглашении независимости территорию, но и прилегающие к ней районы, которые до войны имели преимущественно азербайджанское население (так называемый «пояс безопасности» Нагорного Карабаха). Впоследствии эти территории были включены де-факто властями НКР в её административно-территориальную структуру. Подавляющее большинство населения этих районов в результате боевых действий было вынуждено покинуть свои дома.
Подписание соглашения о прекращении огня позволило перейти к переговорам о мирном урегулировании конфликта под эгидой Минской группы ОБСЕ. Попытки международного посредничества, однако, зашли в тупик, особенно после провала мирного плана, основанного на Мадридских принципах. Соглашение о прекращении огня неоднократно нарушалось, а осенью 2020 года в регионе вспыхнула новая война, известная как Вторая карабахская война, закончившаяся заявлением о прекращении огня и возвращением Азербайджаном под свой контроль части Нагорного Карабаха и семи прилегающих к ней районов. В Нагорном Карабахе и Лачинском коридоре, связывающем Нагорный Карабах с Арменией, был развёрнут российский миротворческий контингент.
В свою очередь между Армений и Азербайджаном начались переговоры  о всеобъемлющем урегулировании конфликта —  переговоры касались вопросов: статуса Нагорного Карабаха; безопасности армянского населения региона; процесса делимитации границы между Арменией и Азербайджаном; открытия коммуникаций; обмена военнопленными. Однако, в отличие от Армении, Азербайджан с самого начала не демонстрировал намерения достичь соглашения путём переговоров. Несмотря на продолжающиеся международные переговоры и компромиссы со стороны правительства Армении, в самом Азербайджане планировали решение конфликта военным путём. Согласно международному праву, Азербайджан имел право восстановить контроль над своей территорией.
В декабре 2022 года при бездействии российских миротворцев Азербайджан начал блокаду Нагорного Карабаха, перекрыв Лачинский коридор. В ходе блокады было перекрыто наземное и воздушное сообщение с НКР, прекращены поставки туда продовольствия, медикаментов и других товаров, а также подача газа и электроэнергии. Блокада вызвала в регионе острый гуманитарный кризис и была раскритикована международными организациями. Международный суд ООН обязал Азербайджан обеспечить беспрепятственное передвижение по Лачинскому коридору.
19 сентября 2023 года Азербайджан начал в регионе боевые действия, спустя сутки которых было заключено соглашение о прекращении огня на условиях Баку, ставшее по сути актом капитуляции НКР. Армянские силы в Нагорном Карабахе начали сдавать оружие и военную технику, большая часть армянского населения стала уезжать в Армению, а глава НКР Самвел Шахраманян подписал указ о прекращении существования Нагорно-Карабахской Республики с 1 января 2024 года, при этом предписав населению, в том числе и тем, кто находится за пределами региона, ознакомиться с условиями реинтеграции территории в состав Азербайджана, чтобы затем самостоятельно решить, оставаться или покинуть места проживания. Сразу после соглашения о прекращении огня представители властей Азербайджана начали переговоры с представителями армян Карабаха по реинтеграции. 29 сентября президент Азербайджана Ильхам Алиев, выступая на Национальном градостроительном форуме в городе Зангилан, заявил, что Азербайджан обеспечит права и безопасность армянского населения Карабаха и уже представил им своё видение реинтеграции, которое «охватывает соблюдение их религиозных, образовательных, культурных, муниципальных и всех других прав».
В то же время некоторые азербайджанцы с сарказмом отметили, что подобные обещания означают лишь то, что армяне будут так же лишены своих политических и гражданских прав, как уже лишены азербайджанцы при Алиеве. Помимо авторитаризма, в Азербайджане присутствует враждебная политика, нацеленная конкретно на армян. Ещё после войны 2020 года Азербайджан подвергся осуждению за систематическое уничтожении армянского культурного наследия на подконтрольных ему территориях. А постоянные разговоры Алиева о капитуляции и территориальных претензиях к самой Армении не предполагают готовности строить общее будущее в духе примирения. Стефан Майстер (Stefan Meiste) и Лора Делькур (Laure Delcour) отмечают что действия Азербайджана указывают на отсутствие у него какого-либо намерения мирно интегрировать армянское население Нагорного Карабаха, уважать их культурное наследие или обеспечивать их права. Это прослеживается в разрушении объектов армянского культурного наследия в тех частях Нагорного Карабаха, над которыми Азербайджан восстановил контроль ещё в 2020 году, а также в нарушениях положений соглашения о прекращении огня, и в вопросе пленных. Согласно им Действия Азербайджана сразу после захвата Нагорного Карабаха подтверждают его намерения — например, переименование главной улицы Степанакерта/Ханкенди в честь Энвера-паши, одного из главных виновников геноцида армян.

## План реинтеграции

### Переговоры по реинтеграции
20 сентября помощник президента Азербайджана Хикмет Гаджиев пояснил, что уже готов план реинтеграции армянских жителей Карабаха.

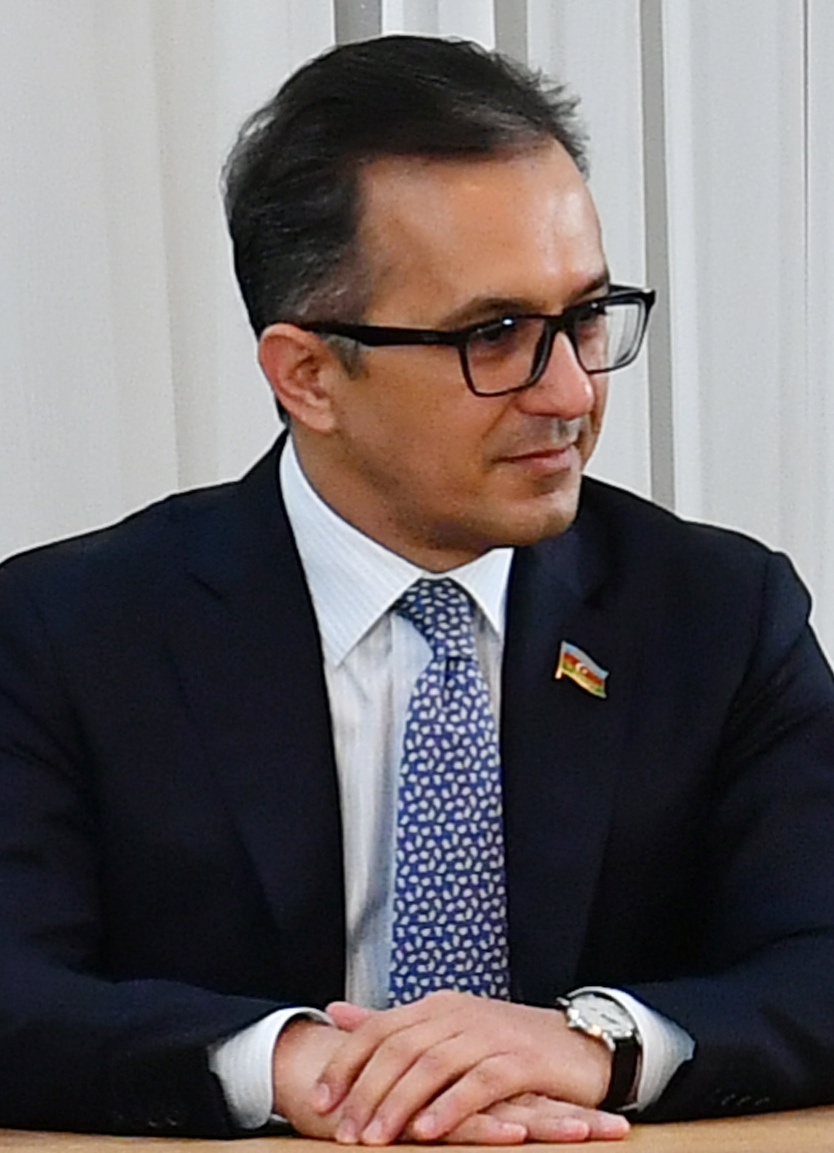
Рамин Мамедов — ответственный за контакты с армянскими жителями Карабаха

21 сентября 2023 года в городе Евлахе завершились переговоры представителей НКР и Азербайджана. Азербайджанскую сторону представляли назначенный «ответственным лицом по контактам с армянскими жителями Карабаха» Рамин Мамедов, заместитель спецпредставителя президента Азербайджана Башир Гаджиев и сотрудник специального представительства Илкин Султанов, а армянскую — секретарь совбеза НКР Сергей Мартиросян и депутат парламента НКР Давид Мелкумян. В ходе этой встречи представитель президента Азербайджана представил «план реинтеграции карабахских армян». По словам депутатов парламента Азербайджана, он рассчитан на длительный период и предусматривает возможное сотрудничество с российскими миротворцами и «карабахскими муниципальными органами власти».
25 сентября администрация президента Азербайджана сообщила, что в Ходжалы началась вторая встреча представителей властей Азербайджана и «армянского населения Карабаха». На встрече, по словам администрации, были обсуждены вопросы медицинской помощи, в частности совместных врачебных бригад, и налаживания контактов Баку с армянским населением Карабаха.
2 октября 2023 года, спустя сутки после того, как фактически завершился массовый исход карабахских армян, в административном центре города Ханкенди прошло заседание рабочей группы при правительстве Азербайджана по реинтеграции региона, после которого администрация президента Азербайджана впервые обнародовала основные тезисы «плана реинтеграции» карабахских армян.

### Основные тезисы плана
Реинтеграцию армян правительство Азербайджана планирует провести по пяти направлениям: правовая и административная сфера, сфера безопасности, экономическая сфера, социальная сфера, а также сфера культуры, образования и религии.
Согласно обнародованному плану, реинтеграция будет осуществляться в рамках территориальной целостности и суверенитета Азербайджанской Республики на основе Конституции, законов и международных обязательств Азербайджанской Республики. Как следует из плана, равенство прав и свобод каждого, в том числе безопасность каждого, будет гарантировано вне зависимости от этнической, религиозной или языковой принадлежности.
Согласно плану реинтеграции, жителям Карабаха гарантируется право на сохранение и развитие своей культуры, свободу вероисповедания, охрану культурных и религиозных памятников, а также создаётся возможность использования армянского языка.
Управление в Нагорном Карабахе, согласно плану, должны будут осуществлять специальные представительства президента Азербайджана, к работе которых могут быть привлечены и армяне. В регионе, как отмечает пресс-служба президента Азербайджана, будут формироваться выборные муниципалитеты, вопрос же получения азербайджанского гражданства для местных жителей будет решаться в соответствии с законодательством Азербайджана.
За порядок и безопасность в регионе, как указано в документе, отвечают органы внутренних дел Азербайджана, в которых могут работать и армяне.
Основной валютой на территории Нагорного Карабаха, как указано в плане, станет азербайджанский манат. Власти Азербайджана обещают, что «в течение определённого периода времени» физическая и социальная инфраструктура в Карабахе (образование, здравоохранение, энергетика, газ, вода, дороги, связь, мелиорация) будет доведена до уровня средних показателей по Азербайджану». Для жителей региона будут доступны налоговые, таможенные и другие льготы, фермерам же планируется предоставить субсидии и освободить от всех налогов, кроме земельного. Вопросы собственности, согласно документу будут регулироваться азербайджанским законодательством.
Также на всех жителей Нагорного Карабаха, согласно плану реинтеграции, будет распространяться система оплаты труда и социальных выплат в Азербайджане.

### Осуществление плана
23 сентября администрация президента Азербайджана сообщила, что в Азербайджане для решения социальных, гуманитарных, экономических и инфраструктурных вопросов армян Карабаха создана рабочая группа, в состав которой вошли представители министерств экономики, труда и социальной защиты населения, сельского хозяйства, внутренних дел, здравоохранения, науки и образования, ОАО «Азерэнержи», ОАО «Азеришыг», производственного объединение «Азеригаз», государственного агентства автомобильных дорог и других ведомств. Как утверждается в сообщении, переведённом на русский язык корреспондентом «Кавказского узла», в рамках работы этой группы в Агдамском, Физулинском и Кельбаджарском районах МЧС Азербайджана установило палаточные городки на 1000 человек для обеспечения нуждающихся армянских жителей первой медицинской помощью и питанием.
24 сентября администрация президента Азербайджана сообщила, что Ханкенди, исходя из договорённостей, достигнутых на встрече в Евлахе, был отключён от энергосистемы Армении и подключён к энергосистеме Азербайджана.
28 сентября МИД Азербайджана призвал армянское население Нагорного Карабаха не покидать места своего проживания и стать частью азербайджанского общества, администрация президента Азербайджана сообщила, что власти Азербайджана запустили процесс регистрации на портале reintegration.gov.az проживающих в Нагорном Карабахе армян с целью определения их юридического статуса. По данным Министерства труда и социальной защиты Азербайджана, 1 октября «несколько» армян воспользовалось этой услугой. 4 октября Государственная служба спецсвязи и информационной безопасности Азербайджана обвинила Армению в «препятствовании реинтеграции армян Карабаха» путём блокирования армянскими провайдерами доступа к порталу и сообщила о принятии мер для обхода данной блокировки и восстановлении доступа.
3 октября в пресс-службе МВД Азербайджана сообщили, что в Ханкенди уже налажена работа службы азербайджанской полиции. В ведомстве отметили, что сотрудники полиции осуществляют в городе «контроль за общественной безопасностью», ведут наблюдение на постах, а также патрулируют улицы на транспорте «для оказания помощи нуждающимся, если такие просьбы поступят». Также в пресс-службе МВД отметили, что в здании городской полиции налажена работа сотрудников государственной миграционной службы, принимающих обращения от местных жителей для регистрации и последующего получения документов граждан Азербайджана. По данным на 3 октября, как отметили в пресс-службе миграционной службы Азербайджана, в стационарном офисе Государственной миграционной службы в Ханкенди зарегистрировались для дальнейшего получения гражданства страны семь жителей Карабахского экономического региона, из них, по словам властей, пятеро сами пришли в офис миграционной службы, ещё двое зарегистрировались для получения гражданства Азербайджана при визите сотрудников службы в районы города.

## Мнения аналитиков
Ещё до того, как власти Азербайджана обнародовали детали плана по реинтеграции карабахских армян, политолог Лоуренс Броерс, касаясь этого плана, отмечал, что главный вопрос в том, будет ли у уехавших жителей этих территорий право вернуться и смогут ли люди им воспользоваться. Самым же важным вопросом для армян Карабаха в этой связи Броерс называл гарантии безопасности. Официальная позиция Азербайджана, состоящая в том, что права, которые получат армяне Карабаха, будут такими же, как у других национальных меньшинств Азербайджана, подразумевает, по словам Броерса, к примеру, использование родного языка в образовании, свободу вероисповедания, возможно, работу СМИ на родном языке, а также право избирать органы местного самоуправления.
Говоря о «реинтеграции» Карабаха, руководитель Политической экспертной группы Константин Калачёв предположил, что власти Азербайджана постараются сделать все, чтобы завоевать мировую симпатию, организуют «показательные поселения», приезды журналистов со всех стран мира и рассказ азербайджанских властей о том, как хорошо армянам в Азербайджане.
По словам конфликтолога и бывшего грузинского министра по реинтеграции Пааты Закареишвили, если Азербайджан выбирает стратегию интеграции карабахских армян, то ему следует всему миру доказать, что Азербайджан на самом деле честно хочет, чтобы местные этнические армяне остались на территории Азербайджана, а для тех, кто пожелает получить гражданство Азербайджана, по мнению Закареишвили, должны быть какие-то преференции (к примеру, при поступлении в вузы, в экономический деятельности, при получении работы в Азербайджане и т.д.).
До обнародования деталей программы реинтеграции Карабаха, азербайджанский политолог и конфликтолог Ариф Юнусов считал, что хотя культурные и языковые права армянского населения региона будут сохранены, какой-то особый статус для Карабаха предоставлен не будет.
Азербайджанский историк Алтай Геюшов отмечает, что пропаганда идеи о том, что азербайджанцы могут жить совместно с армянами, вполне может иметь успех, в том случае, если президент Азербайджана Ильхам Алиев, имеющий, по словам Геюшева, «много рычагов» для управления настроениями азербайджанского общества, начнёт эту идею продвигать. Политический обозреватель Шахин Рзаев считает, что Азербайджан попытается показательно «интегрировать» несколько пожилых карабахских армян, которые не смогли или не захотели уехать, не исключая при этом возможность получения Карабахским экономическим районом определённых привилегий, к примеру, освобождения от налогов, или автономии в культурном или даже административном плане.